# Drosophila altukhovi
Drosophila altukhovi este o specie de muște din genul Drosophila, familia Drosophilidae, descrisă de Imasheva, Lazebny, Cariou, David și Tsacas în anul 1994. Conform Catalogue of Life specia Drosophila altukhovi nu are subspecii cunoscute.